# Caseolus subcalliferus
Caseolus subcalliferus е вид охлюв от семейство Hygromiidae. Видът е критично застрашен от изчезване.

## Разпространение и местообитание
Разпространен е в Португалия (Мадейра).
Обитава гористи местности и плантации в райони с умерен климат.

## Описание
Популацията на вида е стабилна.